# ديرلوك

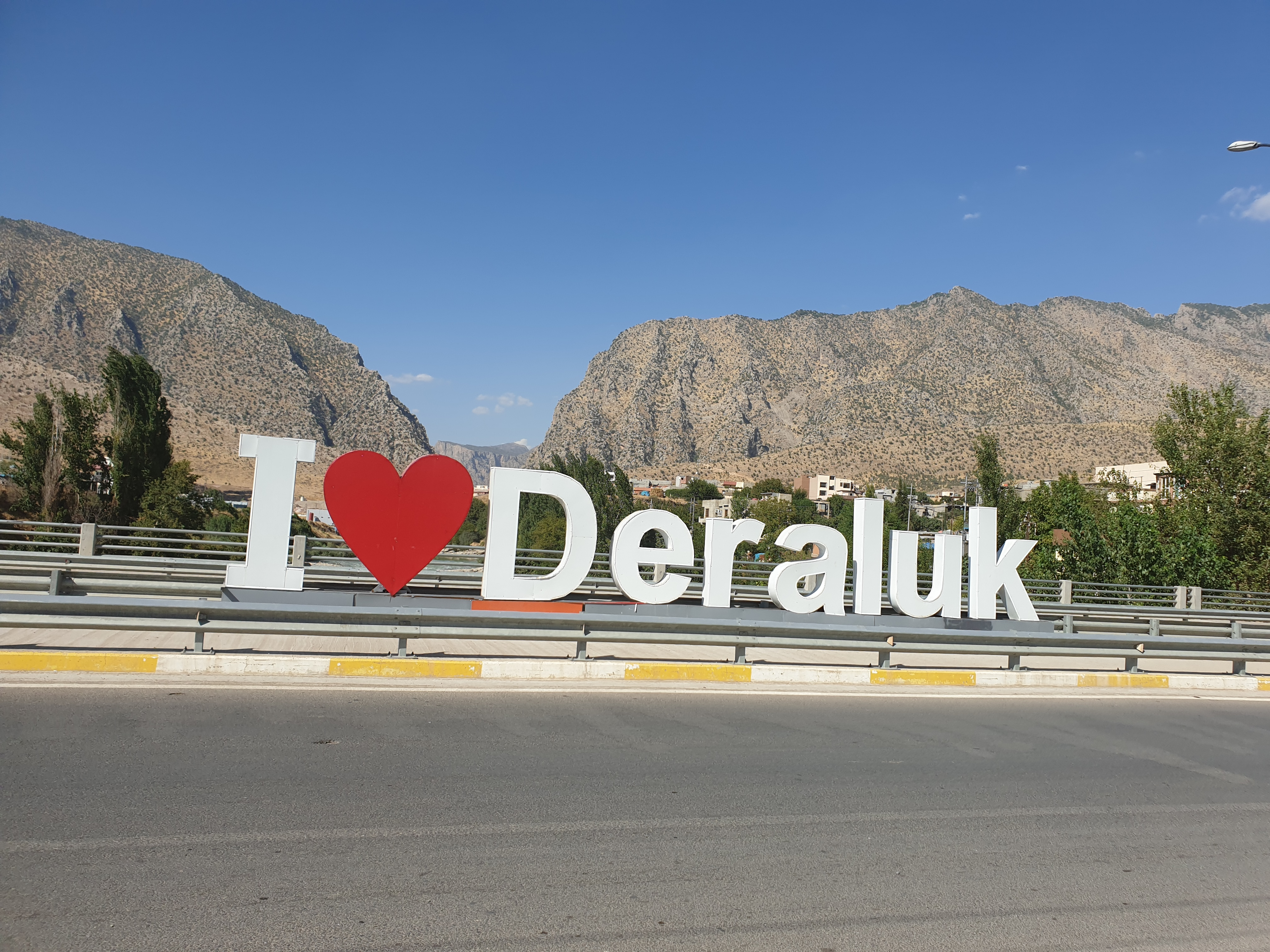
مدينة ديرلوك

ديرلوك (بالكردية دێره‌لوك) وهي إحدى النواحي التابعة لقضاء العمادية في محافظة دهوك في اقليم كردستان العراق.